# Aegithina lafresnayei
Aegithina lafresnayei е вид птица от семейство Aegithinidae. Видът е незастрашен от изчезване.

## Разпространение
Разпространен е в Камбоджа, Китай, Лаос, Малайзия, Мианмар, Тайланд и Виетнам.